# Gausac
Gausac és una entitat municipal descentralitzada del municipi de Vielha e Mijaran, a la Vall d'Aran. És un conjunt que forma part de l'Inventari del Patrimoni Arquitectònic de Catalunya.

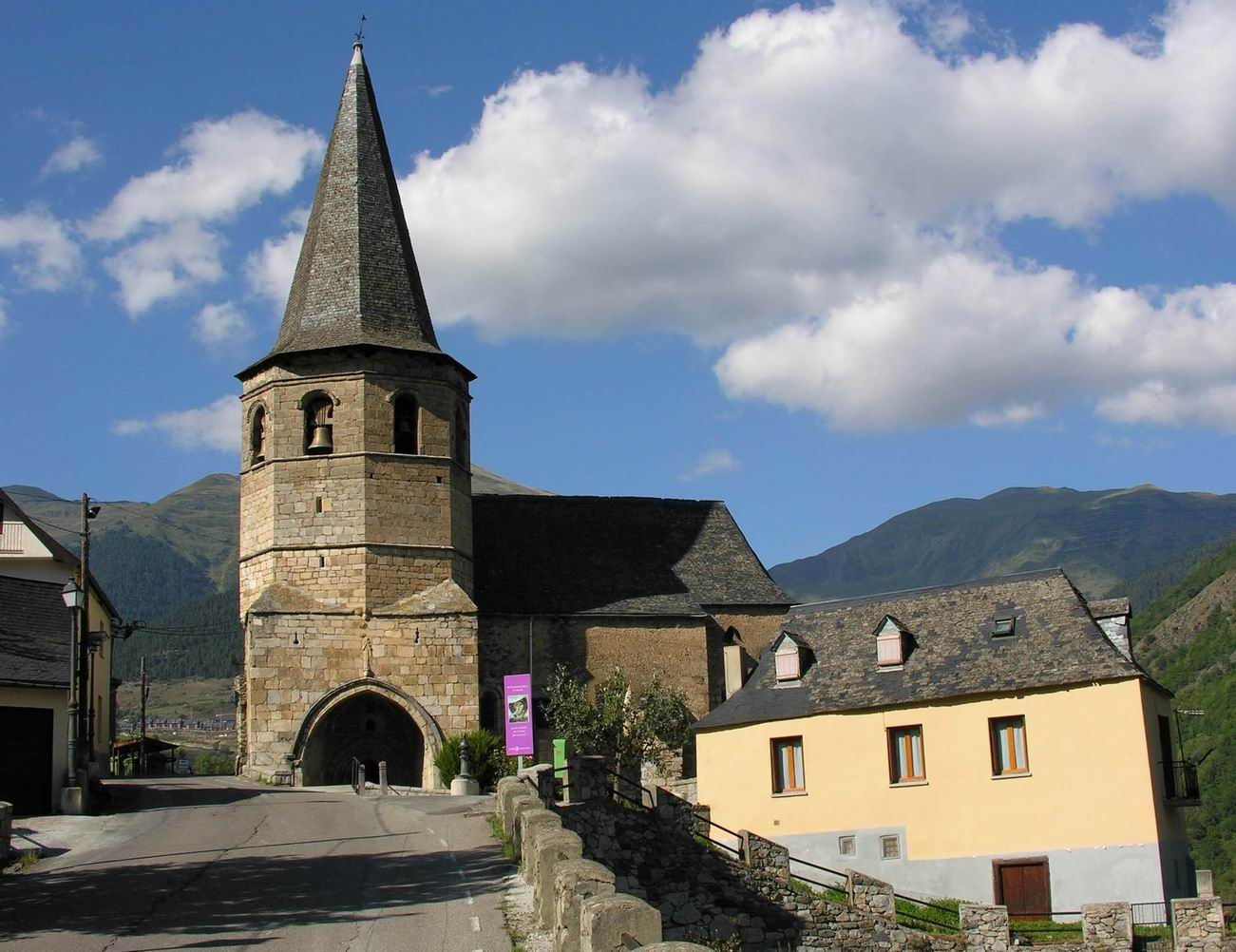
Església de Sant Martí de Gausac

El poble de Gausac, cap de l'antic municipi homònim, està situat a 994 m d'altitud, a l'esquerra de la Garona i a l'extrem NW de la plana de Vielha, al peu dels vessants de la muntanya de Varicauva. El nucli, que el 1981 tenia 245 h, s'estén al llarg de la carena que domina el petit barranc de Gausac, en una configuració típica de poble de vessant, en pendent. Però la primitiva imatge de poble aïllat s'ha vist greument afectada per la proximitat de Vielha, la urbanització anàrquica de la qual s'ha estès vers el camí de Gausac i ha determinat que els dos nuclis gairebé s'unissin, bo i convertint Gausac en un barri de Vielha. A l'extrem inferior del poble, vora la carretera, hi ha l'església parroquial de Sant Martí de Gausac, gòtica (segle XV), que sobresurt per damunt del desgavell urbanístic.
El 2019 tenia una població de 537 habitants. Va ser municipi independent fins al 1970, i el seu terme comprenia el poble de Casau o la caseria de Sant Pèr.
| 1990 | 1991 | 1994 | 1995 | 1996 | 2001 | 2003 | 2005 |
| ---- | ---- | ---- | ---- | ---- | ---- | ---- | ---- |
| 226  | 232  | 232  | 313  | 453  | 555  | 574  | 566  |